# Grande Prémio de Portugal de 1986
Resultados do Grande Prêmio de Portugal de Fórmula 1 realizado em Estoril em 21 de setembro de 1986. Décima quarta etapa do campeonato, foi vencido pelo britânico Nigel Mansell, da Williams-Honda, com Alain Prost em segundo pela McLaren-TAG/Porsche e Nelson Piquet pela Williams-Honda. Neste dia, a equipe de Frank Williams foi campeã mundial de construtores.

## Resumo
Enquanto Alain Prost disputou a corrida com a tradicional McLaren vermelha e branca, Keke Rosberg guiou um modelo pintado nas cores amarela e branca a fim de promover os cigarros Marlboro Lights.

## Classificação

### Treinos oficiais
| Pos.    | Nº | Piloto             | Construtor             | Q1       | Q2       | Dif.     |
| ------- | -- | ------------------ | ---------------------- | -------- | -------- | -------- |
| 1       | 12 | Ayrton Senna       | Lotus-Renault          | 1:19.943 | 1:16.673 | —        |
| 2       | 5  | Nigel Mansell      | Williams-Honda         | 1:19.047 | 1:17.489 | + 0.816  |
| 3       | 1  | Alain Prost        | McLaren-TAG/Porsche    | 1:19.692 | 1:17.710 | + 1.037  |
| 4       | 20 | Gerhard Berger     | Benetton-BMW           | 1:19.923 | 1:17.742 | + 1.069  |
| 5       | 19 | Teo Fabi           | Benetton-BMW           | 1:20.957 | 1:18.071 | + 1.398  |
| 6       | 6  | Nelson Piquet      | Williams-Honda         | 1:19.410 | 1:18.180 | + 1.507  |
| 7       | 2  | Keke Rosberg       | McLaren-TAG/Porsche    | 1:20.556 | 1:18.360 | + 1.687  |
| 8       | 28 | Stefan Johansson   | Ferrari                | 1:21.621 | 1:19.332 | + 2.659  |
| 9       | 7  | Riccardo Patrese   | Brabham-BMW            | 1:21.257 | 1:19.637 | + 2.964  |
| 10      | 25 | René Arnoux        | Ligier-Renault         | 1:21.876 | 1:19.657 | + 2.984  |
| 11      | 26 | Philippe Alliot    | Ligier-Renault         | 1:21.693 | 1:19.769 | + 3.096  |
| 12      | 8  | Derek Warwick      | Brabham-BMW            | 1:23.455 | 1:19.882 | + 3.209  |
| 13      | 27 | Michele Alboreto   | Ferrari                | 1:21.123 | 1:20.019 | + 3.346  |
| 14      | 16 | Patrick Tambay     | Haas Lola-Ford         | 1:22.396 | 1:20.761 | + 4.088  |
| 15      | 11 | Johnny Dumfries    | Lotus-Renault          | 1:23.778 | 1:21.594 | + 4.921  |
| 16      | 23 | Andrea de Cesaris  | Minardi-Motori Moderni | 1:23.361 | 1:21.611 | + 4.938  |
| 17      | 15 | Alan Jones         | Haas Lola-Ford         | 1:22.612 | 1:21.646 | + 4.973  |
| 18      | 24 | Alessandro Nannini | Minardi-Motori Moderni | 1:24.724 | 1:21.702 | + 5.029  |
| 19      | 3  | Martin Brundle     | Tyrrell-Renault        | 1:25.114 | 1:21.835 | + 5.162  |
| 20      | 14 | Jonathan Palmer    | Zakspeed               | 1:23.941 | 1:21.929 | + 5.256  |
| 21      | 18 | Thierry Boutsen    | Arrows-BMW             | 1:23.412 | 1:22.068 | + 5.395  |
| 22      | 17 | Christian Danner   | Arrows-BMW             | 1:24.665 | 1:22.274 | + 5.601  |
| 23      | 4  | Philippe Streiff   | Tyrrell-Renault        | 1:23.895 | 1:22.388 | + 5.715  |
| 24      | 21 | Piercarlo Ghinzani | Osella-Alfa Romeo      | 1:26.552 | 1:23.566 | + 6.893  |
| 25      | 31 | Ivan Capelli       | AGS-Motori Moderni     | 1:25.795 | 1:23.987 | + 7.314  |
| 26      | 29 | Huub Rothengatter  | Zakspeed               | 1:25.928 | 1:24.105 | + 7.432  |
| 27      | 22 | Allen Berg         | Osella-Alfa Romeo      | 1:29.724 | 1:26.861 | + 10.188 |
| Fontes: |    |                    |                        |          |          |          |

### Corrida
| Pos.    | Nº | Piloto             | Construtor             | Voltas | Tempo/Diferença  | Grid | Pontos |
| ------- | -- | ------------------ | ---------------------- | ------ | ---------------- | ---- | ------ |
| 1       | 5  | Nigel Mansell      | Williams-Honda         | 70     | 1:37:21.900      | 2    | 9      |
| 2       | 1  | Alain Prost        | McLaren-TAG/Porsche    | 70     | + 18.772         | 3    | 6      |
| 3       | 6  | Nelson Piquet      | Williams-Honda         | 70     | + 49.274         | 6    | 4      |
| 4       | 12 | Ayrton Senna       | Lotus-Renault          | 69     | Pane seca        | 1    | 3      |
| 5       | 27 | Michele Alboreto   | Ferrari                | 69     | + 1 volta        | 13   | 2      |
| 6       | 28 | Stefan Johansson   | Ferrari                | 69     | + 1 volta        | 8    | 1      |
| 7       | 25 | René Arnoux        | Ligier-Renault         | 69     | + 1 volta        | 10   |        |
| 8       | 19 | Teo Fabi           | Benetton-BMW           | 68     | + 2 voltas       | 5    |        |
| 9       | 11 | Johnny Dumfries    | Lotus-Renault          | 68     | + 2 voltas       | 15   |        |
| 10      | 18 | Thierry Boutsen    | Arrows-BMW             | 67     | + 3 voltas       | 21   |        |
| 11      | 17 | Christian Danner   | Arrows-BMW             | 67     | + 3 voltas       | 22   |        |
| 12      | 14 | Jonathan Palmer    | Zakspeed               | 67     | + 3 voltas       | 20   |        |
| 13      | 22 | Allen Berg         | Osella-Alfa Romeo      | 63     | + 7 voltas       | 27   |        |
| Ret     | 7  | Riccardo Patrese   | Brabham-BMW            | 62     | Motor            | 9    |        |
| NC      | 16 | Patrick Tambay     | Haas Lola-Ford         | 62     | Não classificado | 14   |        |
| NC      | 24 | Alessandro Nannini | Minardi-Motori Moderni | 60     | Não classificado | 18   |        |
| Ret     | 20 | Gerhard Berger     | Benetton-BMW           | 44     | Saída de pista   | 4    |        |
| Ret     | 23 | Andrea de Cesaris  | Minardi-Motori Moderni | 43     | Saída de pista   | 16   |        |
| Ret     | 2  | Keke Rosberg       | McLaren-TAG/Porsche    | 41     | Pane elétrica    | 7    |        |
| Ret     | 8  | Derek Warwick      | Brabham-BMW            | 41     | Pane elétrica    | 12   |        |
| Ret     | 26 | Philippe Alliot    | Ligier-Renault         | 39     | Motor            | 11   |        |
| Ret     | 4  | Philippe Streiff   | Tyrrell-Renault        | 28     | Motor            | 23   |        |
| Ret     | 3  | Martin Brundle     | Tyrrell-Renault        | 18     | Motor            | 19   |        |
| Ret     | 15 | Alan Jones         | Haas Lola-Ford         | 10     | Saída de pista   | 17   |        |
| Ret     | 29 | Huub Rothengatter  | Zakspeed               | 9      | Transmissão      | 26   |        |
| Ret     | 21 | Piercarlo Ghinzani | Osella-Alfa Romeo      | 8      | Motor            | 24   |        |
| Ret     | 31 | Ivan Capelli       | AGS-Motori Moderni     | 6      | Transmissão      | 25   |        |
| Fontes: |    |                    |                        |        |                  |      |        |

## Tabela do campeonato após a corrida
| Pos.    | Piloto        | Pontos |
| ------- | ------------- | ------ |
| 1       | Nigel Mansell | 70     |
| 2       | Nelson Piquet | 60     |
| 3       | Alain Prost   | 59     |
| 4       | Ayrton Senna  | 51     |
| 5       | Keke Rosberg  | 22     |
| Fontes: |               |        |

| Pos.    | Construtor          | Pontos |
| ------- | ------------------- | ------ |
| 1       | Williams-Honda      | 130    |
| 2       | McLaren-TAG/Porsche | 81     |
| 3       | Lotus-Renault       | 53     |
| 4       | Ferrari             | 33     |
| 5       | Ligier-Renault      | 28     |
| Fontes: |                     |        |

- Nota: Somente as primeiras cinco posições estão listadas e a campeã mundial de construtores surge grafada em negrito. Entre 1981 e 1990 cada piloto podia computar onze resultados válidos por temporada não havendo descartes no mundial de construtores.